# Crete (Nebraska)
Pour les articles homonymes, voir Crete.
La ville de Crete est située dans le comté de Saline, dans l’État du Nebraska, aux États-Unis. Sa population s’élevait à 6 960 habitants lors du recensement de 2010, estimée à 7 160 habitants en 2017.

## Source
- (en) Cet article est partiellement ou en totalité issu de l’article de Wikipédia en anglais intitulé « Crete, Nebraska » (voir la liste des auteurs).